# Polyscias waialealae
Polyscias waialealae är en araliaväxtart som först beskrevs av Joseph Rock, och fick sitt nu gällande namn av Porter Prescott Lowry och G.M.Plunkett. Polyscias waialealae ingår i släktet Polyscias och familjen araliaväxter. Inga underarter finns listade.